# شویتا پاندیت
شویتا پاندیت (انگلیسی: Shweta Pandit؛ زادهٔ ۷ ژوئیهٔ ۱۹۸۶) یک خواننده، ترانه‌سرا و هنرپیشه اهل هند در بالیوود است. او همچنین آهنگ های محبوب را برای انواع فلیمهای تلوگو و تامیلی و تعداد بسیاری از زبان های دیگر هندی ضبط کرده است. وی از سال ۲۰۰۰ میلادی تاکنون مشغول فعالیت بوده‌است.
وی همچنین برندهٔ جوایزی همچون جایزه فیلم‌فیر جنوب شده‌است.